# Ngwanes Nationella befrielsekongress
Ngwanes Nationella befrielsekongress, the Ngwane National Liberatory Congress (NNLC) är ett förbjudet [källa behövs] politiskt parti i Swaziland.
Vid de allmänna valen, den 18 oktober 2003 fick partierna inte ställa upp med valsedlar utan de kandidater som valdes utsågs i egenskap av privatpersoner. En av dessa sägs vara medlem av NNLC.